# Stereodon pulchellus
Stereodon pulchellus là một loài Rêu trong họ Hypnaceae. Loài này được (Griff.) Mitt. mô tả khoa học đầu tiên năm 1859.